# Faulhorn
Faulhorn – szczyt w paśmie Schweizer Voralpen, części Alp Zachodnich. Leży w Szwajcarii w kantonie Berno. Od dawna odwiedzany dla doskonałej panoramy, sygnowanej w przewodnikach trzema gwiazdkami. Można go zdobyć ze schroniska Berghaus First (2167 m).

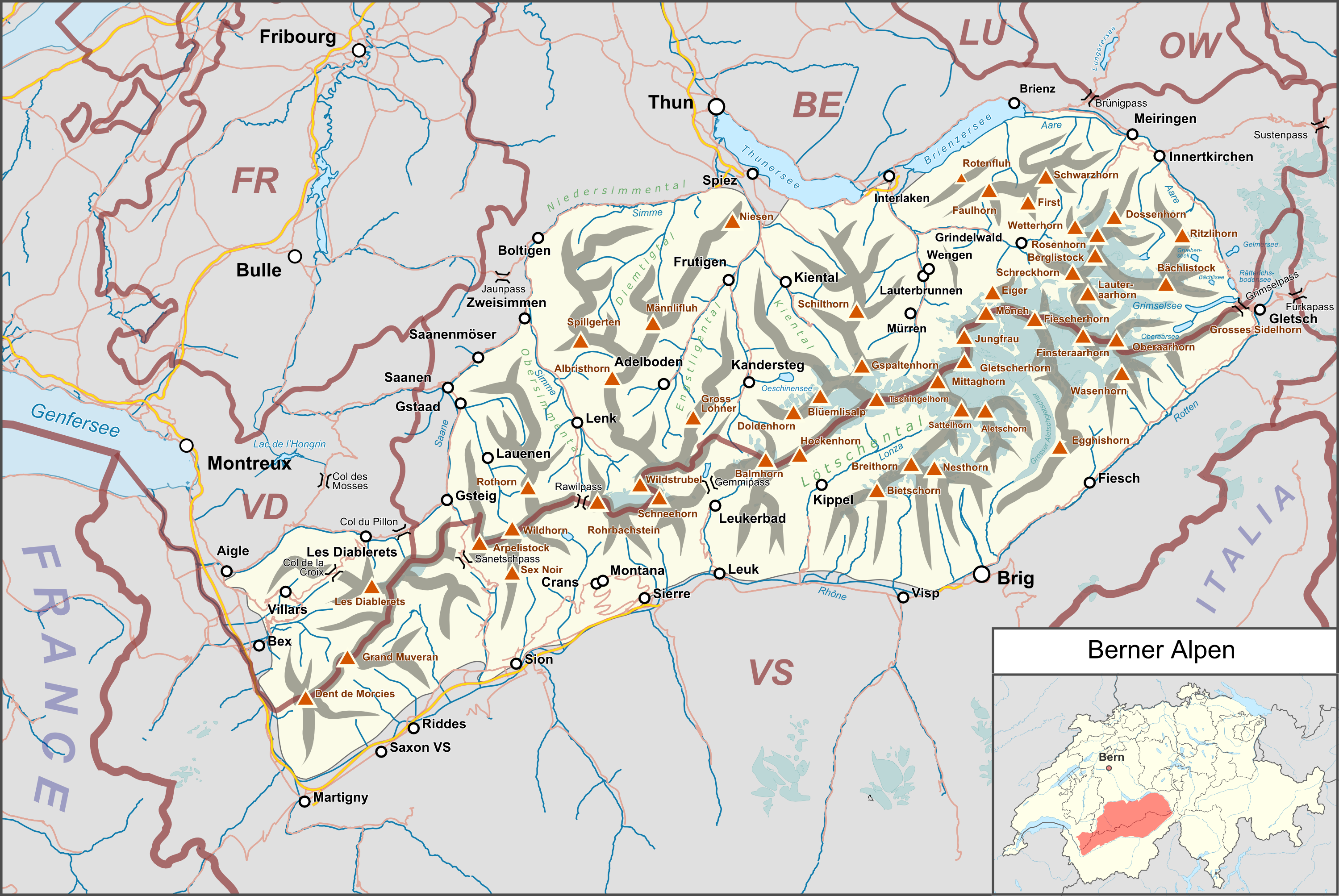
Faulhorn na mapie Alp Berneńskich (po prawej u góry)

## Położenie
Leży w  wyraźnie wyodrębniającej się grupie tzw. Północnych Alp Grindelwaldzkich (niem. Grindelwaldner Nordalpen), w której najwyższym szczytem jest Schwarzhorn (2928 m n.p.m.). Faulhorn wznosi się w głównym grzbiecie tej grupy, 6 km na południowy zachód od Schwarzhornu. Jego szczyt leży na granicy między gminami Grindelwald (na południu) i Iseltwald (na północy); jest najwyższym punktem tej drugiej.

## Nazwa
Nazwa „Faulhorn” pochodzi od lokalnego określenia „fulen”, oznaczającego luźne warstwy skał, głównie margli i łupków.

## Charakterystyka
Szczyt ma formę dość kształtnego, tępo zakończonego zębu, nachylonego nieco ku północy. Stoki południowe spiętrzenia szczytowego są równe, wznoszą się stosunkowo łagodnie. Zbocza północne są stromsze, miejscami urwiste. Rozdzielone wybiegającą ku północy wydatną grzędą otaczają dwie dolinki, z których spływają źródłowe cieki potoku Fangisalpbach (lewobrzeżny dopływ Giessbach). Wyraźnie widoczna jest na nich warstwowa budowa góry. Na szczycie Faulhornu, na wysokości 2672 m n.p.m., na terenie gminy Grindelwald, znajduje się hotel górski.
Faulhorn jest od dawna wykorzystywany jako punkt obserwacji meteorologicznych. W 1880 r. na szczycie zainstalowano „samorejestrujący termometr”, który realizował cogodzinne zapisy temperatury. Jesienią jednak próba została zakończona, ponieważ na szczycie nie było wówczas nikogo, kto nakręciłby mechanizm zegarowy.

## Historia turystyki
Z racji dość łatwego dostępu od strony Grindelwaldu szczyt Faulhornu mógł być osiągany przez tamtejszych pasterzy lub myśliwych już od bardzo dawna. W „Magazin für die Naturheilkunde Helvetiens” z 1783 r. wspomina się o pierwszym wejściu na Faulhorn przez pastora z Grindelwaldu, Friedricha Kuhna. W dniach 5-6 sierpnia 1820 r. był na szczycie Samuel Birmann, pejzażysta epoki romantyzmu, który namalował panoramę z Faulhornu.
Już w 1822 r. została wydana koncesja na karczmę na szczycie Faulhornu. Następnego lata została uruchomiona restauracja - najwyżej wówczas położony lokal gastronomiczny w Alpach. Istniejący do dziś (choć znacznie przebudowany) „Berghotel Faulhorn” został otwarty w 1832 roku. Wkrótce szczyt zaczął być znany i liczniej odwiedzany z racji roztaczającej się z niego rozległej panoramy.
W sierpniu 1834 r. obiekt odwiedził w trakcie swej alpejskiej wycieczki Juliusz Słowacki, któremu w wejściu na szczyt towarzyszyli bracia Antoni (1812-1844), Feliks (1815-1870) i Kazimierz (1816-1875) Wodzińscy oraz Juliusz Grużewski (1809-1865). Podróżnicy przenocowali we wspomnianym wyżej hotelu górskim i podziwiali ze szczytu zachód i wschód słońca. W liście do matki, Salomei Bécu, datowanym później w Genewie 21-23 sierpnia, Słowacki pisał m.in.:
Weszliśmy na Faulhorn, gdzie jeszcze mało było podróżnych. Oberża na tej górze jest najwyższem mieszkaniem w Europie. Wojażerowie, chcąc patrzeć na okolicę, muszą wychodzić z domu kołdrami okryci. Mróz nam dopiekał – ale też jaki widok!... O zachodzie słońca mgły nas obwiały, i staliśmy na szczycie góry jak na pokładzie płynącego do nieba okrętu. Słońce czerwone było od nas niżej na niebie, a jeszcze miało drogę do przebycia, nim zaszło... Za nami z mgły wychodził ogromny szereg gór śniegowych; niktby w godzinę nie zliczył ich szczytów, a wszystkie były czerwone od słońca, ogniste. Nocowaliśmy w oberży i z rana widzieliśmy wschód słońca, czysty, żadnej mgły; przepaście, błyszczące jeziora, cała Szwajcarya pod nami, widna, jasna – a jaka cichość!

## Widok ze szczytu
Ze szczytu Faulhorn rozciąga się szeroka, dookolna panorama. Widok na północ i zachód obejmuje m.in. jeziora Brienz i Thun oraz znaczną część Wyżyny Szwajcarskiej aż po grzbiety Jury. Na południu można zobaczyć najwyższe, w większości czterotysięczne, szczyty Alp Berneńskich, w tym Finsteraarhorn, Fiescherhorn, Eiger (ze słynną północną ścianą), Mönch i Jungfrau.

## Dostęp na szczyt
Projekty rozwoju Faulhornu pod kątem udostępnienia jego wierzchołka dla masowego ruchu turystycznego nie powiodły się. W 1907 roku jedna z firm uzyskała koncesję na kolej wąskotorową na trasie z Grosse Scheidegg na Faulhorn. Jednak projekt nie został zrealizowany ze względu na opór środowisk związanych z ochroną przyrody. W przeszłości istniały także pomysły na linię kolejową ze Schynigen Platte na Faulhorn oraz na kolej linową z Grosse Scheidegg na Faulhorn, które również nie zostały zrealizowane.
Obecnie istnieje kolej gondolowa z Grindelwald na widokowy First i droga z Grindelwaldu na Grosse Scheidegg, którą kursują autobusy „Bussalp”. Istnieje również droga z połączeniami autobusowymi z Brienz do Axalp, a kolej „Schynige Platte” prowadzi z Wilderswil na Schynige Platte. Klasyczną wycieczką jest przejście znakowanym szlakiem z Schynige Platte przez Laucheren na Faulhorn i zejście koło jeziora Bach na First. Istnieją także zimowe szlaki turystyczne z First i Bussalp na Faulhorn.
Zimą przygotowywany jest rekreacyjny tor saneczkowy, prowadzący z Faulhornu do Grindelwaldu, liczący 15 km długości. Według danych "Grindelwald Tourism" jest to najdłuższy tor saneczkowy w Europie.